# Walter Schachner
Walter „Schoko“ Schachner (* 1. Februar 1957 in St. Michael) ist ein ehemaliger österreichischer Fußballspieler auf der Position eines Stürmers und war zuletzt in der Saison 2011/12 Fußballtrainer beim österreichischen Erstligisten LASK Linz. Derzeit ist Walter Schachner als Experte für die Österreichische Bundesliga beim TV-Sender SKY in Österreich beschäftigt.
Seinen Spitznamen Schoko erhielt der gelernte Betriebselektriker der Alpine bereits in seiner Kindheit, da er als Bub beim Fußballspielen immer Schokoriegel bei sich hatte.

## Karriere als Spieler

### Vereinskarriere
Walter Schachner wurde am 1. Februar 1957 in der Steiggasse in St. Michael geboren und begann bereits als Kind mit dem Fußballspielen. Mit zehn Jahren erhielt er seinen Spielerpass und trat bereits mit zwölf Jahren in der Juniorenmannschaft seines Heimatvereins, des ESV St. Michael, gegen Gegenspieler im Alter von 15 oder 17 Jahren an. Danach schaffte er bereits früh den Sprung in die erste Kampfmannschaft der St. Michaeler, bei denen er, wie auch schon bei den Junioren, auf Anhieb Torschützenkönig der Gebietsliga wurde. Im Sommer 1975 wurde er vom Donawitzer Talenteentdecker Franz Ninaus zum DSV Alpine geholt. Anfangs beim Probetraining noch schüchtern und unsicher, wurde er in weiterer Folge dennoch verpflichtet und absolvierte bereits in der zweiten Meisterschaftsrunde sein erstes Profispiel für die Donawitzer. In seiner ersten Saison spielte er noch als Leihspieler bei den Donawitzern; St. Michael erhielt dafür 10.000 Schilling. Für die Verpflichtung ein Jahr später gingen weitere 80.000 Schilling nach St. Michael.
Von 1975 bis 1978 war Schachner in der damaligen 2. Division der Bundesliga für den Donawitzer SV Alpine aktiv, von dem er als Zweitligaspieler den Sprung in die österreichische Fußballnationalmannschaft schaffte. Nachdem er bereits in seinem ersten Herbst zehn Tore erzielt hatte, erfolgte die Nominierung ins Hoffnungsteam, das in Saudi-Arabien ein Turnier bestritt und in dem Schachner der jüngste Kaderspieler war. 1978 wechselte er für eine Ablösesumme von 2,5 Millionen Schilling zum FK Austria Wien, wo er daraufhin bis 1981 aktiv und mit den Veilchen drei Mal österreichischer Meister und zweimaliger Torschützenkönig der Bundesliga wurde. Neben der Austria hatte auch SK Rapid Wien ihn verpflichten wollen, in den frühen Morgenstunden des 14. Juli 1978 unterschrieb Schachner einen Einjahresvertrag.
Als Legionär war er in der italienischen Liga beim AC Cesena (10 Millionen Schilling Ablöse), Torino Calcio (52 Millionen Schilling Ablöse), SC Pisa und bei US Avellino tätig. Nach seiner Auslandskarriere kehrte er zurück nach Österreich und spielte noch bis 1998 bei mehreren größeren und kleineren Vereinen aus den obersten drei Leistungsstufen. Sein Abschiedsspiel feierte Schachner in der letzten Runde der Saison 2000/01 in der Ersten Division beim FC Kärnten, bei dem er zum damaligen Zeitpunkt bereits als Trainer tätig war.

### Nationalmannschaftskarriere
Im Herbst 1976 schaffte es Schachner in die österreichische B-Auswahl und erzielte bereits in seinem ersten Spiel das einzige Tor der Österreicher.
Für die österreichische A-Nationalmannschaft absolvierte er insgesamt 64 Spiele und schoss dabei 23 Tore. Sein Debüt gab er am 5. Dezember 1976 beim 1:0-Sieg im „Gzira-Stadion“ in La Valletta gegen Malta (erstes Qualifikationsspiel der Österreicher zur Fußballweltmeisterschaft 1978; Schachner war in der Startelf und wurde in der 81. Min. durch Hans Pirkner ersetzt. Nach einigen Länderspieleinsätzen am Anfang seiner Laufbahn wurde es im Jahr 1977 etwas ruhiger um Schachner, als dieser beim Bundesheer seinen Präsenzdienst ableistete. Erstmals seit 20 Jahren – nach Oskar Kohlhauser vom Kremser SC 1956 – spielte ein Akteur aus der zweithöchsten österreichischen Liga im Team). Schon im nächsten Spiel der Nationalmannschaft am 15. Dezember 1976 im Nationalstadion Ramat Gan in Tel Aviv erzielte er beim 3:1-Sieg der Österreicher gegen Israel mit dem Treffer zum 2:1 sein erstes Länderspieltor – und beim 1:0-Sieg im Qualifikationsspiel am 17. April 1977 in Wien gegen die Türkei gelang ihm der entscheidende Treffer.

Er nahm an zwei Fußballweltmeisterschaften teil. 1978 erreichte er bei der WM mit der österreichischen Nationalmannschaft den siebenten Rang. Im ersten Spiel der Gruppenphase gegen Spanien bei der WM 1978 in Argentinien gelang ihm in spektakulärer Weise nach einem Solo fast über das halbe Fußballfeld das 1:0. Er stand auch in der Aufstellung jener Elf, die Deutschland im Wunder von Córdoba mit 3:2 besiegen konnte. Bei der WM 1982 erreichte Schachner mit der österreichischen Nationalmannschaft den achten Platz. Wieder einmal gelang ihm ein entscheidender Treffer. Er erzielte in der ersten Gruppenphase (Gruppengegner Chile, Algerien und Deutschland) gegen Chile den Siegestreffer zum 1:0 und trug damit entscheidend zum Aufstieg in die zweite Gruppenphase (mit drei Mannschaften in einer Gruppe) bei, bei der die Nationalmannschaft gegen Frankreich 0:1 verlor, gegen Nordirland 2:2 spielte und damit ausschied.

## Wechsel ins Traineramt
Schachner begann seine Trainerkarriere beim FC Zeltweg in der Steiermark und führte den Landesligisten in die Regionalliga Mitte. Im Juli 2000 wechselte er zum FC Kärnten in die Erste Division (zweite Spielstufe). Mit den Kärntnern feierte er sowohl den Aufstieg in die Bundesliga als auch den Gewinn des ÖFB-Pokals und den Supercupsieg.
Die Saison 2002/03 begann er bei Austria Wien, wo er aber schon am 4. Oktober 2002 trotz Tabellenführung und guter Leistungen im UEFA-Pokal durch Christoph Daum ersetzt wurde. Ab dem 9. Oktober 2002 arbeitete er beim Grazer AK, den er am vorletzten Tabellenplatz übernahm und noch zum Vizemeistertitel führte.
In dieser Spielsaison wurde die denkwürdige „Schoko-Tabelle“ geboren, in der er die unter seiner Führung mit den Wienern und die mit dem Grazer AK errungenen Punkte addierte, um seinen Erfolg als Trainer zu dokumentieren. Als Trainer erzielte Schachner insgesamt mehr Punkte als der Meister Austria Wien.
Mit dem Grazer AK gewann er im Spieljahr 2003/04 erstmals in der Geschichte des Vereins den österreichischen Meistertitel sowie den ÖFB-Pokal. Zudem feierte Schachner mit den Grazern in der Qualifikation als einzige Mannschaft der Champions-League-Saison 2004/05 einen Sieg über den FC Liverpool. Durch eine 0:2-Niederlage im Heimspiel reichte das 1:0 an der Anfield Road jedoch nicht zum Aufstieg in die erste Hauptrunde. Im folgenden Spieljahr erreichte er mit Graz den Vizemeistertitel in der Meisterschaft.
Schachner hatte beim Grazer AK eine Ausstiegsklausel im Vertrag, sollte er ein Angebot aus dem Ausland erhalten. Im zweiten Halbjahr 2005 wurde Schachner praktisch bei jedem Trainerwechsel in Deutschland als möglicher Nachfolgekandidat genannt, und auch er selbst erklärte öffentlich, ins Ausland wechseln zu wollen. Um zu verhindern, dass der GAK mitten in der Saison ohne Trainer dasteht, und weil er die Einsparungslinie des Vereinsvorstandes nicht mittragen wollte, wurde er daher am 9. Jänner 2006 von Präsident Harald Sükar beurlaubt.
Am 24. Jänner 2006 wechselte Schachner zum TSV 1860 München und war damit der vierte Österreicher auf der Münchner Betreuerbank nach Max Merkel, Franz Binder und Peter Pacult. Zum ersten Mal in seiner Trainerkarriere startete er mit einer Niederlagenserie. Erst in der vorletzten Runde konnten sich die Münchner durch einen Heimsieg gegen den 1. FC Saarbrücken vor dem Abstieg retten. Am 18. März 2007 gab der Verein die Trennung von Schachner mit sofortiger Wirkung bekannt.
Ende April 2007 unterzeichnete Schachner beim neuen SK Austria Kärnten einen 2-Jahres-Vertrag. Er wurde jedoch am 3. Dezember 2007 beurlaubt, nachdem er nur vier Siege und fünf Remis in 21 Spielen verzeichnen konnte.
Am 9. August 2008 wurde Walter Schachner nach fünf Spieltagen als neuer Trainer des FC Admira Wacker Mödling vorgestellt und am 26. April 2010 entlassen.
Am 1. März 2011 trat er bei LASK Linz ein neues Traineramt an. Mit dem Linzer ASK stieg er am Ende der Saison 2010/11 in die zweitklassige Erste Liga ab, während sein ehemaliger Arbeitgeber FC Admira Wacker Mödling in die Bundesliga zurückkehrte.
Schachner scheiterte in der Saison 2011/12 beim Versuch, sofort wieder in die höchste österreichische Spielklasse aufzusteigen: Der LASK belegte hinter Meister Wolfsberger AC und Altach nur den dritten Platz. Zudem wurde den Linzern von der Bundesliga die Lizenz für die Saison 2012/13 verweigert, was die Rückstufung in die dritte Leistungsklasse (Regionalliga Mitte) bedeutete. Als letzte Instanz traf das Ständige Neutrale Schiedsgericht Ende Mai 2012 eine abschlägige Entscheidung über den vom LASK eingebrachten Einspruch.
Von März 2017 bis Mai 2017 war Schachner als Kandidat in der ORF-Tanzshow Dancing Stars zu sehen.

### TV-Experte
Walter Schachner war als Fußball-Experte bei Livespielen der österreichischen Bundesliga für den TV-Sender Sky Österreich tätig.

## Auszeichnungen und Erfolge

### Titel als Spieler
- 3 × Österreichischer Meister: 1979, 1980, 1981 (Austria Wien)
- 1 × Österreichischer Pokalsieger: 1980 (Austria Wien)
- 2 × Österreichischer Torschützenkönig: 1979, 1980
- 3 × Österreichs Fußballer des Jahres (Fan-Wahl): 1976, 1978, 1979
- 1 × Torschützenkönig der Coppa Italia: 1984
- 1 × Torschützenkönig beim Pelé-Cup: 1993

### Länderspiele
- 64 Länderspiele und 23 Tore für die österreichische Fußballnationalmannschaft von 1976 bis 1994
- Teilnahme an den Fußball-Weltmeisterschaften 1978 und 1982

### Titel als Trainer
- 1 × Österreichischer Meister: 2004 (Grazer AK)
- 2 × Österreichischer Pokalsieger: 2001 (FC Kärnten), 2004 (Grazer AK)
- 1 × Österreichischer Supercupsieger: 2001 (FC Kärnten)
- 1 × Steirischer Landesmeister: 2000 (Zeltweg)
- 2 × Österreichs Trainer des Jahres (Fan-Wahl): 2001, 2002
- 2 × Österreichs Trainer des Jahres (VdF-Wahl): 2002, 2004

### Sonstiges
- Verleihung des Wappenrings von Traboch: 2004[13]